# Florence Emery Jones
Pour les articles homonymes, voir Jones.
Florence Emery Jones, dite (Florence) « Embry » Jones, est une chanteuse de jazz, danseuse et actrice de music-hall américaine. Sa renommée repose moins sur ses chants et ses danses que sur sa capacité à amuser et à captiver les foules dans les clubs du Paris des années 1920 où elle exerçait le pouvoir.

## Carrière
Florence Emery Jones est née à Bridgeport, dans le Connecticut, où elle passe sa jeunesse. Elle émigre ensuite à Paris pour commencer une carrière musicale, comme c'est le cas pour les artistes afro-américains de l'époque. Dans les années 1920, les Afro-Américains aux États-Unis souffrent de tensions raciales et de ségrégation, tandis que Paris est considéré comme plus tolérant et accueillant. Elle est la première femme afro-américaine à se produire au music-hall à Paris avant Ada « Bricktop » Smith, Joséphine Baker et Alberta Hunter.
Jones se produit au club d'Eugene Bullard, le Grand Duc, 52 rue Pigalle qu'elle quitte pour se produire dans un club et restaurant appartenant à Louis Mitchell (jazz), de l'orchestre du Casino de Paris, 36 rue Pigalle. Plus tard, Mitchell renomme le club Chez Florence en son honneur, pour attirer des visiteurs prestigieux à ses spectacles et accroître son nombre de fans.
Elle épouse Palmer Jones, pianiste aux Ambassadeurs.
Chez Florence est l'une des discothèques les plus en vogue de Paris. On a dit que Jones avait la réputation d'être difficile en coulisses, mais a toujours été professionnelle. Jones est admirée par plusieurs intellectuels, artistes et musiciens afro-américains.
« Florence Embry, belle vision en marron, était la reine régnante de Montmartre après minuit. Aujourd'hui, même après sa mort, Chez Florence est toujours un club à la mode. Et le souvenir de la très jolie et très réservée petite femme brune qui n'a prêté attention qu'à la royauté ou aux personnes disposant de beaucoup d'argent reste encore dans l'esprit des noctambules du monde entier. »
— Langston Hughes
Mitchell qualifie ses représentations de fascinantes, et elle attire davantage l'attention lorsque le Time Magazine publie peu de temps avant sa mort un petit extrait sur sa beauté et son talent :
« Dents blanches ivoires, rouge à lèvres et un brun suave et fauve sont les couleurs de Florence Jones. Ces couleurs sont assez bonnes pour les Américains expatriés et smarts des deux hémisphères... Le fait que cette belle négresse... tienne la boîte de nuit la plus élégante de Paris, était encore une fois évident la semaine dernière lorsque Son Altesse Royale le Prince de Galles, âgé de 27 ans, est entré Chez Florence, au sommet de Montmartre, à 3 heures, avec un entourage très officieux. »
— Time Magazine, 20 juin 1927
.

## Source
: document utilisé comme source pour la rédaction de cet article.
- [PDF] Chapitre 1, Les Dames, Grand and Small, of Montmartre, The Paris of Bricktop, extrait de (en) Tracy Denean Sharpley-Whiting (en), Bricktop's Paris : African American Women in Paris between the Two World Wars, Albany, State University of New York Press, 2015, 398 p. (lire en ligne).